# Akalgarh
Akalgarh là một thị trấn thống kê (census town) của quận Ludhiana thuộc bang Punjab, Ấn Độ.

## Địa lý
Akalgarh có vị trí 29°49′B 75°53′Đ / 29,82°B 75,88°Đ Nó có độ cao trung bình là 214 mét (702 foot).

## Nhân khẩu
Theo điều tra dân số năm 2001 của Ấn Độ, Akalgarh có dân số 6600 người. Phái nam chiếm 52% tổng số dân và phái nữ chiếm 48%. Akalgarh có tỷ lệ 73% biết đọc biết viết, cao hơn tỷ lệ trung bình toàn quốc là 59,5%: tỷ lệ cho phái nam là 76%, và tỷ lệ cho phái nữ là 70%. Tại Akalgarh, 11% dân số nhỏ hơn 6 tuổi.